# Skeppshult
Skeppshult – miejscowość (tätort) w Szwecji, w regionie administracyjnym (län) Jönköping, w gminie Gislaved.
Według danych Szwedzkiego Urzędu Statystycznego liczba ludności wyniosła: 360 (31 grudnia 2015), 386 (31 grudnia 2018) i 380 (31 grudnia 2019).